# Robert Pagès (homme politique)
Pour les articles homonymes, voir Pagès.
Robert Pagès, né le 29 juin 1933 à Paris et mort le 23 février 2011 à Rouen, est un homme politique français. Membre du Parti communiste français, il a été maire du Petit-Quevilly et sénateur de Seine-Maritime.

## Biographie
Fils d'un gardien de la paix, Robert Pagès se destine à l'enseignement et suit la formation de l'École normale d'instituteurs de Rouen de 1949 à 1953. Sa carrière d'instituteur se déroule en Seine-Maritime.
Il s'engage en politique en adhérant au Parti communiste français en 1950. Il est élu conseiller municipal du Petit-Quevilly en 1965, et devient premier adjoint au maire en 1967, fonction qu'il occupe jusqu'en 1983, date à laquelle il est élu maire. Son action est axée prioritairement sur la construction de logements et d'équipements culturels et scolaires. De 1989 à 2001, il est adjoint au maire.
Robert Pagès devient sénateur le 14 juillet 1988 en remplacement d'André Duroméa qui démissionne de son mandat pour entrer à l'Assemblée nationale et dont il était le suivant de liste. Il conserve son mandat sénatorial aux élections de 1995.
Il siège au groupe communiste, devenu le groupe communiste, républicain et citoyen à partir de 1995. Il est membre de la commission des affaires économiques en 1988, puis de la commission des lois en 1989, dont il est nommé secrétaire en 1995 et vice-président en 1996. Il démissionne de son mandat en 1998 et est remplacé par Thierry Foucaud.

## Détail des fonctions et des mandats
Mandat parlementaire
- 14 juillet 1988 - 2 octobre 1998 : sénateur de la Seine-Maritime

Mandat local
- 1965 - 1967 : conseiller municipal du Petit-Quevilly
- 1967 - 1983 : premier adjoint au maire du Petit-Quevilly
- 1983 - 1989 : maire du Petit-Quevilly
- 1989 - 2001 : adjoint au maire du Petit-Quevilly